# Jean-Claude Lenoir
Pour les articles homonymes, voir Lenoir.
Jean-Claude Lenoir est un homme politique français, né le 27 décembre 1944 à Mortagne-au-Perche (Orne), membre de l'UDF puis de l'UMP.

## Biographie
Professeur au lycée Bignon de Mortagne-au-Perche, Il enseigne d’abord l’histoire de 1963 à 1970 avant d'entamer une carrière entièrement tournée vers la vie publique. Il devient l'assistant parlementaire du député Aymar Achille-Fould et l'administrateur du groupe centriste de l'Assemblée Nationale de 1970 à 1974. Il est ensuite Conseiller technique auprès de plusieurs ministres, Michel d’Ornano, René Monory et Alain Madelin de 1974 à 1988. De 1988 à 1993, il est chargé des relations avec le Parlement auprès de la direction générale d’EdF. Parallèlement, Il s'engage dans la vie locale, fait son entrée au conseil municipal de Mortagne-au-Perche où devient adjoint au maire en 1971. Il a depuis été réélu sans discontinuité dans cette ville dont il est maire entre 1989 et 2014 
,. En 1981, il succède à M. de Pontbriand comme conseiller général du canton de Mortagne-au-Perche. Il conserve ce mandat jusqu'en 1993, date de son élection comme député. Il siège également au Conseil régional de Basse-Normandie de 1986 à 2001. Élu député en 1993 (sans étiquette), il est réélu en 1997 (DL), en 2002 et en 2007 (UMP). Le 25 septembre 2011, il est élu sénateur de l’Orne (UMP), et président de la commission des affaires économiques au Sénat (9 octobre 2014). Ses centres d'intérêt portent sur l'énergie, les questions touchant l'aménagement du territoire et l’application de la loi Morin (reconnaissance et indemnisation des victimes des essais nucléaires français).
Il soutient François Fillon pour la primaire présidentielle des Républicains de 2016.

### Conseil supérieur de l'énergie
En 2002, le Conseil supérieur de l'énergie est créé. En novembre de la même année, le gouvernement Raffarin le nomme président du conseil. Il est renouvelé en janvier 2012, à la suite de son élection au Sénat le 25 septembre 2011, par le gouvernement Fillon. Toutefois, en devenant un élu parlementaire de l'opposition, le mardi 23 octobre 2012, il décide de démissionner de la présidence, tout en restant membre du conseil supérieur de l'énergie.

### Office parlementaire d'évaluation des choix scientifiques et technologiques
Membre de l'Office parlementaire d'évaluation des choix scientifiques et technologiques, Jean-Claude Lenoir est chargé avec le député PS Christian Bataille d'un rapport sur « les techniques alternatives à la fracturation hydraulique pour l'exploration et l'exploitation des hydrocarbures non conventionnels », dont une « version d'étape » a été déposée le 5 juin 2013. Ce rapport, qui conclut à la « nécessité de relancer les travaux de recherche afin de mieux connaître notre patrimoine géologique » et de « poursuivre l'exploration puis engager, dès que possible, l'exploitation du gaz de houille (gaz de couche) dans les anciens bassins miniers du Nord-Pas-de-Calais et de Lorraine dans la mesure où elle ne nécessite pas l'emploi de la fracturation hydraulique », a été critiqué par les opposants aux gaz de schiste pour ses approximations scientifiques et le manque d'équilibre de la liste des personnes auditionnées par les rapporteurs, parmi lesquelles deux seulement représentaient une association de défense de la nature.

### Médiateur de l'énergie
Jean-Claude Lenoir est nommé par arrêté ministériel du 14 mars 2007 médiateur national à l'énergie. Cette nomination fait l'objet d'une contestation par le député François Brottes qui relève que le député UMP vient « d'être nommé au poste dont il a fait voter la création en y adjoignant les moyens nécessaires ». Il renonce à cette fonction quelques mois plus tard et son successeur est nommé le 5 novembre 2007.

## Mandats
Sénat
- 01/10/2011 - 01/10/2017 : Sénateur du département de l'Orne

Assemblée nationale
- 02/04/1993 - 21/04/1997 : Député de la deuxième circonscription de l'Orne
- 01/06/1997 - 18/06/2002 : Député de la deuxième circonscription de l'Orne
- 2002 - 2007 : Député de la deuxième circonscription de l'Orne
- 10/06/2007 - 25/09/2011 : Député de la deuxième circonscription de l'Orne

Conseil régional de Basse-Normandie
- 17/03/1986 - 22/03/1992 : Conseiller régional
- 23/03/1992 - 15/03/1998 : Conseiller régional
- 16/03/1998 - 12/04/2001 : Conseiller régional

Conseil général de l'Orne
- 14/06/1981 - 13/03/1982 : Conseiller général du canton de Mortagne-au-Perche
- 21/03/1982 - 24/09/1988 : Conseiller général du canton de Mortagne-au-Perche
- 02/10/1988 - 17/04/1993 : Conseiller général du canton de Mortagne-au-Perche

Communauté de communes du Bassin de Mortagne-au-Perche
- Depuis mars 2001 : Président de la communauté

Commune de Mortagne-au-Perche (Orne)
- 14/03/1971 - 12/03/1977 : Adjoint au maire
- 13/03/1977 - 06/03/1983 : Adjoint au maire
- 06/03/1983 - 12/03/1989 : Adjoint au maire
- 19/03/1989 - 18/06/1995 : Maire
- 25/06/1995 - 18/03/2001 : Maire
- 18/03/2001 - 16/03/2008 : Maire
- 16/03/2008 - 24 mars 2014 : Maire

## Décoration
- Chevalier de la Légion d'honneur (14 juillet 2018)[10]